# Уизерспун, Акелло
Джеймс Акелло Элек Уизерспун (англ. James Ahkello Elec Witherspoon; 21 марта 1995, Сакраменто, Калифорния) — профессиональный американский футболист, выступающий на позиции корнербека в клубе НФЛ «Питтсбург Стилерз». На студенческом уровне играл за команду Колорадского университета. На драфте НФЛ 2017 года был выбран в третьем раунде.

## Биография

### Любительская карьера
Акелло Уизерспун родился 21 марта 1995 года в Сакраменто. С детства он увлекался спортом, играл в соккер и бейсбол. Он также занимался вокалом и игрой на ударных инструментах, дед спортсмена Джимми Уизерспун — известный блюзовый и джазовый музыкант. В 2013 году он окончил старшую школу Крисчен Бразерс, за футбольную команду которой играл в выпускном классе.   
После окончания школы, в 2013 году, Уизерспун поступил в Городской колледж Сакраменто. После первого курса он перевёлся в Колорадский университет, где изучал экологию и эволюционную биологию. В интервью он говорил о планах поступить в медицинский колледж после завершения спортивной карьеры.
В единственном сезоне в команде колледжа Сакраменто Уизерспун провёл на поле восемь игр, в которых сделал три перехвата. После перевода в 2014 году Акелло дебютировал за «Колорадо Буффалос», приняв участие в десяти матчах, один из которых начал в стартовом составе. Начало сезона он пропустил из-за травмы спины, полученной в августе во время предсезонных сборов.
В 2015 году он закрепился в составе команды, сыграв в тринадцати матчах на позиции левого корнербека. В заключительном сезоне в чемпионате NCAA Уизерспун принял участие в четырнадцати играх команды. Он вышел в стартовом составе «Буффалос» на игру за Аламо Боул. По итогам сезона 2016 года он стал вторым игроком в национальном чемпионате по числу сбитых передач, а линия секондари команды вошла в число трёх лучших в стране.

#### Статистика выступлений в NCAA
| Сезон | Команда           | Игры | Захваты | Захваты | Захваты | Захваты | Захваты | Перехваты | Перехваты | Перехваты | Перехваты | Перехваты | Фамблы | Фамблы | Фамблы | Фамблы |
| Сезон | Команда           | Игры | Solo    | Ast     | Tot     | Loss    | Sk      | Int       | Yds       | Y/R       | TD        | PD        | FR     | Yds    | TD     | FF     |
| ----- | ----------------- | ---- | ------- | ------- | ------- | ------- | ------- | --------- | --------- | --------- | --------- | --------- | ------ | ------ | ------ | ------ |
| 2014  | Колорадо Буффалос | 10   | 8       | 4       | 12      | 0,0     | 0,0     | 0         | 0         | 0,0       | 0         | 2         | 0      | 0      | 0      | 0      |
| 2015  | Колорадо Буффалос | 13   | 34      | 2       | 36      | 0,0     | 0,0     | 2         | 0         | 0,0       | 0         | 3         | 0      | 0      | 0      | 0      |
| 2016  | Колорадо Буффалос | 14   | 19      | 4       | 23      | 5,0     | 0,0     | 1         | 0         | 0,0       | 0         | 19        | 1      | 0      | 0      | 1      |
| Всего | Всего             | 37   | 61      | 10      | 71      | 0,0     | 0,0     | 3         | 0         | 0,0       | 0         | 24        | 1      | 0      | 0      | 1      |

### Профессиональная карьера

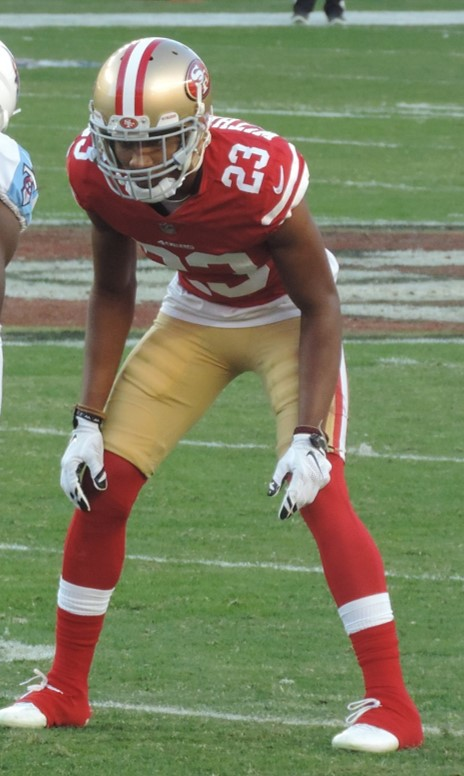
Уизерспун в 2017 году.

Перед драфтом НФЛ 2017 года эксперты НФЛ, оценивая Уизерспуна, отмечали хорошее сочетание его габаритов и скорости, атлетизм и хорошую координацию, приобретённые благодаря занятиям несколькими видами спорта. Минусами называли недостаток техники и неуверенную игру против выносных комбинаций соперника.
На драфте он был выбран клубом «Сан-Франциско Фоти Найнерс» в третьем раунде под общим 66 номером. В мае Уизерспун подписал с командой четырёхлетний контракт. В дебютном для себя сезоне 2017 года он занял позицию первого корнербека команды и принял участие в двенадцати играх, девять из которых начал в стартовом составе. Сайт Pro Football Focus оценил его игру в чемпионате в 81,1 балла, поставив на 42 место среди корнербеков лиги.
Перед началом чемпионата 2018 года в клуб пришёл ветеран Ричард Шерман, составивший с Уизерспуном дуэт корнербеков. Нагрузка на него возросла, так как некоторые квотербеки предпочитали отдавать пасы в зону, прикрываемую новичком. Всего в сезоне он сыграл в четырнадцати матчах, пропустив две последних игры из-за травмы колена. В 2019 году он уверенно провёл первые три игры регулярного чемпионата, но затем получил травму ноги, из-за которой был вынужден пропустить пять недель. После возвращения на поле Уизерспун играл заметно хуже, проигрывая конкуренцию Эммануэлю Мозли. К плей-офф он потерял место в стартовом составе команды. В 2020 году он сыграл в стартовом составе «Сан-Франциско» всего четыре матча, ещё в семи он выходил на замену. Три недели игрок провёл в запасе из-за низкой эффективности. После завершения сезона он получил статус свободного агента. Всего за четыре года выступлений Уизерспун провёл за «Сан-Франциско» 47 матчей, сделав 117 захватов и четыре перехвата, а также занёс один тачдаун.
В марте 2021 года Уизерспун подписал однолетний контракт с клубом «Сиэтл Сихокс». Сумма соглашения составила 4 млн долларов. Предсезонные сборы он провёл неудачно. Третьего сентября «Сихокс» обменяли не вписавшегося в команду игрока в «Питтсбург Стилерз», получив выбор пятого раунда драфта 2023 года. 

#### Статистика выступлений в НФЛ

##### Регулярный чемпионат
| Сезон | Команда                    | Игры | Захваты | Захваты | Захваты | Захваты | Захваты | Перехваты | Перехваты | Перехваты | Перехваты | Перехваты | Фамблы | Фамблы | Фамблы | Фамблы |
| Сезон | Команда                    | Игры | Solo    | Ast     | Tot     | Loss    | Sk      | Int       | Yds       | Y/R       | TD        | PD        | FR     | Yds    | TD     | FF     |
| ----- | -------------------------- | ---- | ------- | ------- | ------- | ------- | ------- | --------- | --------- | --------- | --------- | --------- | ------ | ------ | ------ | ------ |
| 2017  | Сан-Франциско Фоти Найнерс | 12   | 28      | 4       | 32      | 0       | 0,0     | 2         | 42        | 21,0      | 0         | 7         | 0      | 0      | 0      | 1      |
| 2018  | Сан-Франциско Фоти Найнерс | 14   | 30      | 7       | 37      | 0       | 0,0     | 0         | 0         | 0,0       | 0         | 4         | 1      | 0      | 0      | 0      |
| 2019  | Сан-Франциско Фоти Найнерс | 10   | 24      | 4       | 28      | 1       | 0,0     | 1         | 25        | 25,0      | 1         | 9         | 0      | 0      | 0      | 0      |
| 2020  | Сан-Франциско Фоти Найнерс | 11   | 17      | 3       | 20      | 1       | 0,0     | 1         | 0         | 0,0       | 0         | 4         | 0      | 0      | 0      | 0      |
| 2021  | Питтсбург Стилерз          | 5    | 12      | 0       | 12      | 1       | 0,0     | 2         | 45        | 22,5      | 0         | 5         | 0      | 0      | 0      | 0      |
| Всего | Всего                      | 52   | 111     | 18      | 129     | 3       | 0,0     | 6         | 112       | 18,7      | 1         | 29        | 1      | 0      | 0      | 1      |

##### Плей-офф
| Сезон | Команда                    | Игры | Захваты | Захваты | Захваты | Захваты | Захваты | Перехваты | Перехваты | Перехваты | Перехваты | Перехваты | Фамблы | Фамблы | Фамблы | Фамблы |
| Сезон | Команда                    | Игры | Solo    | Ast     | Tot     | Loss    | Sk      | Int       | Yds       | Y/R       | TD        | PD        | FR     | Yds    | TD     | FF     |
| ----- | -------------------------- | ---- | ------- | ------- | ------- | ------- | ------- | --------- | --------- | --------- | --------- | --------- | ------ | ------ | ------ | ------ |
| 2019  | Сан-Франциско Фоти Найнерс | 3    | 1       | 1       | 2       | 0       | 0,0     | 0         | 0         | 0,0       | 0         | 0         | 0      | 0      | 0      | 0      |
| Всего | Всего                      | 3    | 1       | 1       | 2       | 0       | 0,0     | 0         | 0         | 0,0       | 0         | 0         | 0      | 0      | 0      | 0      |